# 2010 par pays en Europe
Chronologie de l'Europe : les évènements par pays de l'année 2010 en Europe. Les évènements thématiques sont traités dans 2010 en Europe
2008 par pays en Europe - 2009 par pays en Europe - 2010 - 2011 par pays en Europe - 2012 par pays en Europe
2008 en Europe - 2009 en Europe - 2010 en Europe - 2011 en Europe - 2012 en Europe

## Croatie
- Dimanche 10 janvier 2010 : second tour de l'élection présidentielle. Le social-démocrate Ivo Josipovic est élu avec 60,29 % face au maire de Zagreb, l'indépendantiste Milan Bandic.

## Espagne
- Vendredi 1er janvier 2010 : l'Espagne prend pour la quatrième fois la présidence tournante de l'Union européenne et succède à la Suède.

- Mercredi 12 mai 2010 : le gouvernement annonce de nouvelle mesures d'austérité afin réduire les dépenses publiques d'environ 15 milliards d'euros.

## Estonie
- Mardi 12 mai 2010 : la Commission, estime que l'Estonie remplit tous les critères pour adhérer à la zone euro au 1er janvier 2010.

## Grèce
- Mercredi 3 mars 2010, crise grecque : le premier ministre Georges Papandréou annonce, sous la pression de la Commission européenne, de nouvelles mesures d'austérités. Le 5 et le 11, des violents affrontements ont lieu entre forces de l'ordre et manifestants à Athènes.

- Jeudi 25 mars 2010 , crise grecque : la chancelière allemande, Angela Merkel et le président français, Nicolas Sarkozy  trouvent un compromis, validé par les autres membres de la zone euro, prévoyant des prêts bilatéraux associés à la possibilité d'une aide du FMI.

- Dimanche 11 avril 2010, crise grecque : les États de la zone euro finissent par s'accorder sur le principe de prêts bilatéraux à trois ans, au taux de 5 % d'un montant initial de 30 milliards d'euros., complété par 10 à 15 milliards avancés par le Fonds monétaire international.

- Vendredi 23 avril 2010, crise grecque : la Grèce demande officiellement l'activation du plan de prêts bilatéraux. La France et l'Allemagne posent des conditions.

- Mardi 27 avril 2010, crise grecque : la Grèce annonce qu'elle ne peut plus emprunter aux taux pratiqués.

- Dimanche 2 mai 2010  : le plan de soutien à la Grèce est porté à 110 milliards d'euros en échange de nouvelles mesures d'austérité.

- Mercredi 5 mai 2010  : grève générale de vingt-quatre heures et violents affrontements à Athènes faisant 3 morts. Nouvelles manifestations le 10 mai.

## Hongrie
- Dimanche 25 avril 2010 : le second tour des élections législatives donne la victoire au mouvement de droite nationale et sociale, le Fidesz de Viktor Orban, avec 263 sièges sur 386.

## Irlande
- Dimanche 21 novembre 2010 : l'Irlande demande l'activation du Fonds européen de stabilité financière (FESF) ainsi que du Mécanisme européen de stabilisation financière (qui permet à la Commission d’emprunter jusqu’à 60 milliards d’euros).

## Kosovo
- Mercredi 12 mai 2010 : la république de Djibouti reconnaît la proclamation d'indépendance du Kosovo, devenant le 68e pays dans le monde à le faire, après le Swaziland et le Vanuatu.

## Lituanie
- Mardi 16 février 2010  : la Lituanie fête sa 20e année d'indépendance face a l'ex-URSS.

## Malte
- Samedi 17 avril 2010 : visite de deux jours du pape Benoît XVI.

## Monténégro
- Vendredi 17 décembre 2010  : le Monténégro reçoit le statut de candidat à l'adhésion à l'Union européenne.

## Pologne
- Mercredi 7 avril 2010 : les premiers ministres polonais, Donald Tusk, et russe, Vladimir Poutine, assistent à la cérémonie à la mémoire des 22 000 officiers, soldats et résistants civils polonais massacrés par le NKVD soviétique dans la forêt de Katyn en avril 1940.

- Samedi 10 avril 2010 : crash à proximité de la piste d'atterrissage de l'aéroport militaire de Smolensk du Tupolev transportant le président polonais, Lech Kaczynski, son épouse et de nombreux dignitaires civils et militaires (le chef d'état-major, les chefs des trois armes de l'armée polonaise, quatre ministres, 18 parlementaires, des dignitaires de l'Église polonaise et le président de la banque centrale), qui se rendaient à Katyn pour le 70e anniversaire du massacre de 22 000 officiers, soldats et résistants civils polonais par le NKVD soviétique.

- Dimanche 11 avril 2010 : début d'un deuil national d'une semaine auquel s'associe la Russie le 12 avril. Le président de la Diète, Bronislaw Komorowski devient président de la République par intérim.

- Samedi 17 avril 2010, Varsovie : cérémonie solennelles en hommage au président Lech Kaczynski, à son épouse et aux 94 autres victimes de la catastrophe aérienne qui a décapité la république polonaise. Le 18, au château de Wawel à Cracovie, funérailles nationales du président et de son épouse en présence des présidents russe Dmitri Medvedev et ukrainien Viktor Ianoukovitch.

- Samedi 22 mai 2010 : ré-enterrement de Nicolas Copernic (1473-1543) dans la cathédrale de Frombork où ses restes avaient été redécouverts lors de travaux. Il repose désormais sous une dalle de granit noir ornée d'un schéma du système solaire.

## Portugal
- Mercredi 12 mai 2010 : visite apostolique de 4 jours du pape Benoît XVI. Le 13, il est à Fatima, pour une grande messe devant plusieurs centaines de milliers de fidèles.

- Jeudi 13 mai 2010 : le gouvernement annonce de nouvelle mesures d'austérité afin réduire les dépenses publiques.

## Slovaquie
- 12 juin 2010 : élections législatives.

## Suède
- 11 décembre : Attentats de Stockholm.

## Ukraine
- Dimanche 17 janvier 2010 : premier tour de l'élection présidentielle. Ballotage entre le pro-russe Victor Ianoukovitch (36,2 %) et la première ministre sortante Ioulia Timochenko (24,69 %). Le président sortant, Viktor Iouchtchenko, arrive cinquième avec seulement 5 % des voix.

- Mercredi 21 avril 2010 : la Russie et l'Ukraine signent la prolongation jusqu'en 2042 du bail de la base marine russe de Sébastopol (Crimée) en échange d'une baisse de 30 % du prix du gaz russe fourni à l'Ukraine.

## Vatican
- Dimanche 17 janvier 2010 : le pape Benoît XVI rend visite à la synagogue de Rome où il répond aux critiques visant la possible béatification du pape Pie XII rappelant que le Vatican « a mené une action de secours souvent cachée et discrète » face à la Shoah.

- Jeudi 15 avril 2010 : le pape Benoît XVI réagit aux attaques dont l'Église est la cible à propos des affaires de pédomanie. Il appelle à « faire pénitence » mais remarque : « Les subtiles agressions contre l'Église, ou même les moins subtiles, démontrent comment le conformisme peut réellement être une vraie dictature ».

- Jeudi 29 avril 2010 : le pape Benoît XVI recevant au Vatican une délégation d'évêques du Liberia, de Gambie et de Sierra-Leone, a plaidé contre le divorce et la polygamie et a demandé de « promouvoir l'unité et le bien-être de la famille chrétienne, qui est fondée sur le sacrement du mariage » et « les initiatives et associations consacrées à la sanctification de cette communauté fondamentale méritent votre soutien le plus total ». Il a demandé aux évêques d'être « attentifs à la formation des prêtres, qui sont les plus proches collaborateurs des évêques dans leur mission d'évangélisation » et d'« encourager les personnes en position d'autorité à combattre la corruption en mettant l'accent sur la gravité et l'injustice de tels péchés ». Selon des statistiques publiées mardi par le Vatican le nombre de catholiques est en forte hausse en Afrique (+33,02 % entre 2000 et 2008), où ils sont 173 millions, soit 17,77 % de la population du continent[1].

- Mercredi 12 mai 2010 : visite apostolique de quatre jours du pape Benoît XVI au Portugal. Le 13, il est à Fatima, pour une grande messe devant plusieurs centaines de milliers de fidèles.